# Gustavo Victoria
Pour les articles homonymes, voir Victoria.
Gustavo Victoria, né le 17 mai 1980 à Armenia (Colombie), est un footballeur colombien, évoluant au poste de latéral gauche.

## Biographie

### Carrière en club
Au cours de sa carrière, il évolue au Deportes Quindío, à Cortuluá, au Deportivo Cali, à Galatasaray, à Gaziantepspor, à Rizespor, au Millonarios, à l'América Cali et au Deportivo Pereira ainsi qu'en équipe de Colombie.

### Carrière en sélection
Victoria ne marque aucun but lors de ses sept sélections avec l'équipe de Colombie en 2004. Il participe à la Copa América en 2004 avec la Colombie. Il termine meilleur buteur du Tournoi de Toulon de Toulon de 1997 avec les espoirs de la Colombie.

## Palmarès

### En équipe nationale
- 7 sélections et 0 but avec l'équipe de Colombie en 2004.
- Quatrième de la Copa América 2004.
- Meilleur buteur du Tournoi de Toulon en 1997.